# 447
447 (CDXLVII) var ett normalår som började en onsdag i den julianska kalendern.

## Händelser

### Okänt datum
- Vid Chlodios död efterträds han som kung över de saliska frankerna av sin son Merovech (troligen omkring detta eller nästa år).
- Hunnerna under Attila möter romarna i de oavgjorda slaget vid Utus, varpå hunnerna invaderar Balkanhalvön fram till Thermopyle.
- Sofia förstörs av hunnerna.
- Jordbävningar ödelägger det mesta av Konstantinopels stadsmurar, vilka dock återuppbyggs inom sextio dagar.
- Det första engelska kungariket i Britannien skapas, när Vortigern ger Thanet i Kent till den saxiske ledaren Hengist.
- Den första anteckningen i Annales Cambriæ handlar om detta år.
- Flavian blir biskop av Konstantinopel.
- Vid synoden i Toledo läggs filioqueklausulen till den nicaenska trosbekännelsen.

## Avlidna
- Chlodio, kung över de saliska frankerna sedan 426 (död detta år, 445, 448 eller 449)